# Albert Dieudonné

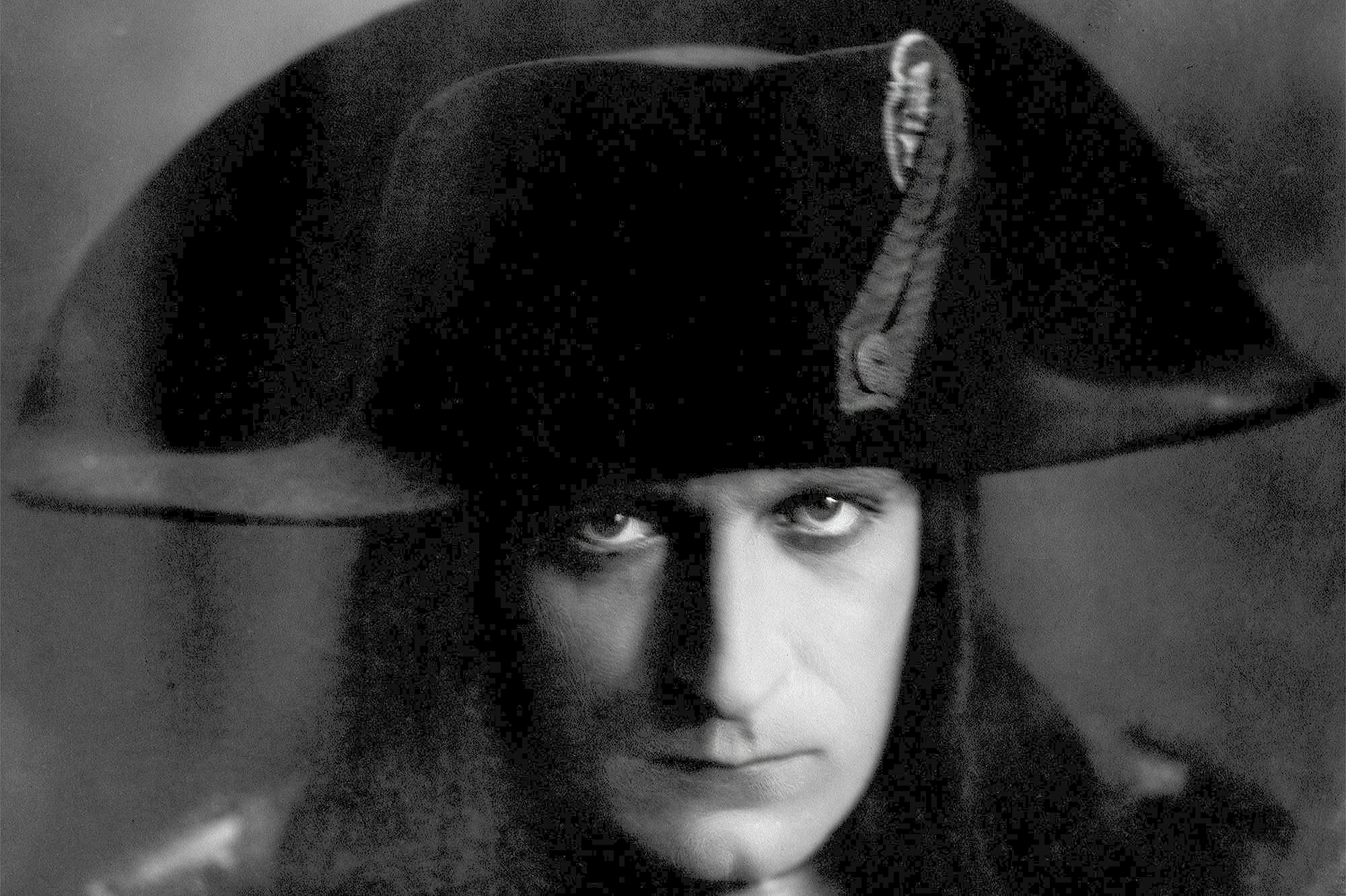
Dieudonné in Gances Film Napoléon. Standfotografie von Pierre Choumoff, 1927

Albert Dieudonné (* 26. November 1889 in Paris; † 19. März 1976 ebenda) war ein französischer Schauspieler, Autor und Regisseur.

## Leben
Dieudonné kam durch seinen Onkel, dem Schauspieler Alphonse Dieudonné mit der Theaterwelt in Berührung und spielte bereits in kleinen Rollen, bevor er 1908 sein Filmdebüt mit einer Nebenrolle in Die Ermordung des Herzogs von Guise hatte. Neben seiner Arbeit am Theater spielte er bis Mitte der 1910er Jahre in Filmen von Maurice Féraudy, Georges Monca, Albert Capellani und Georges Denola. 1915/16 trat er in fünf Filmen des Regisseurs Abel Gance auf.
Anfang der 1920er Jahre versuchte sich Dieudonné auch als Autor und Regisseur. 1923 lernte er Jean Renoir kennen und drehte mit ihm dessen Debütfilm Une vie sans joie (auch Catherine). Der Film kam nach Differenzen zwischen beiden erst 1927 zur Uraufführung.
Bleibende Bekanntheit erlangte Dieudonne jedoch mit seinen Darstellungen des Napoleon Bonaparte. Obwohl er eigentlich als zu alt für die Rolle galt, sprach er 1925 bei Abel Gance vor, der von Dieudonné beeindruckt war und ihn die Titelrolle in seiner monumentalen Biografieverfilmung Napoleon gab. Dieudonné spielte den Napoleon in dem 1927 erschienenen Film mit absoluter Identifikation. Er trat danach nur in zwei weiteren Filmproduktionen auf, 1934 und 1941 – beide Male als Napoleon.